# Nikanoria flava
Nikanoria flava är en stekelart som beskrevs av Zerova 1978. Nikanoria flava ingår i släktet Nikanoria och familjen kragglanssteklar.
Artens utbredningsområde är Turkmenistan. Inga underarter finns listade i Catalogue of Life.